# Eirin Mesloe
Eirin Mesloe (Oppdal, 18 de noviembre de 2000) es una deportista noruega que compite en curling. Ganó una medalla de bronce en el Campeonato Mundial de Curling Mixto de 2019.

## Palmarés internacional
| Campeonato Mundial Mixto | Campeonato Mundial Mixto | Campeonato Mundial Mixto | Campeonato Mundial Mixto |
| Año                      | Lugar                    | Medalla                  | Prueba                   |
| ------------------------ | ------------------------ | ------------------------ | ------------------------ |
| 2019                     | Aberdeen (Reino Unido)   | Medalla de bronce        | Mixto                    |